# Кармел Вали Вилиџ (Калифорнија)
Кармел Вали Вилиџ (енгл. Carmel Valley Village) насељено је место без административног статуса у америчкој савезној држави Калифорнија.

## Демографија
По попису из 2010. године број становника је 4.407, што је 293 (-6,2%) становника мање него 2000. године.
| Група             | 2000.         | 2010.         |
| Белци             | 4.220 (89,8%) | 3.860 (87,6%) |
| Афроамериканци    | 18 (0,4%)     | 21 (0,5%)     |
| Азијати           | 89 (1,9%)     | 70 (1,6%)     |
| Хиспаноамериканци | 273 (5,8%)    | 328 (7,4%)    |
| Укупно            | 4.700         | 4.407         |